# 가상 변위
고전 역학에서 가상 변위(假想變位, virtual displacement)는 구속된 계의 구속 조건을 만족하는 무한소의 변위다. 즉, 그 짜임새 공간의 접다발의 원소로 볼 수 있다. 달랑베르의 원리에 쓰인다. 라그랑주 역학 등에서는 구속 조건을 인위적으로 적용하지 않고, 바로 짜임새 공간 위에서 역학을 다루므로 쓰이지 않는다.

## 정의
좌표 {\displaystyle \{x_{1},\dots ,x_{n}\}}으로 정의된 계가 다음 구속 조건을 만족한다고 하자.
{\displaystyle \mathbf {f} (x_{1},\dots ,x_{n})=\mathbf {0} }.
여기서 {\displaystyle \mathbf {f} \colon \mathbb {R} ^{n}\to \mathbb {R} ^{k}}는 구속 조건을 나타내는 함수다. 그렇다면 가상 변위 {\displaystyle \{\delta x_{1},\dots ,\delta x_{n}\}}은 위의 구속 조건을 만족시키는 무한소의 변위다. 좀 더 엄밀하게, 매우 작은 양의 실수 {\displaystyle \epsilon }에 대하여, 만약 {\displaystyle \mathbf {f} (x_{1},\dots ,x_{n})=\mathbf {0} }이라면, 다음을 만족한다.
{\displaystyle \mathbf {f} (x_{1}+\epsilon \delta x_{1},x_{2}+\epsilon \delta x_{2},\dots ,x_{n}+\epsilon \delta x_{n})=O(\epsilon ^{2})}.
구속 조건은 음함수 정리에 의하여 (국소적으로) 다양체를 정의하는데, 이는 짜임새 공간이라 불린다. 따라서 가상 변위는 짜임새 공간의 한 점에서의 접벡터, 즉 접다발의 원소로

## 같이 보기
- 가상일
- 달랑베르의 원리